# Беатус фон Пасау
Беатус фон Пасау (на немски: Beatus von Passau; * / † неизвестно) е вторият епископ на Пасау от 746/747 до ок. 754 г. Той не се споменава в списъците на епископи, но според нови изследвания неговата ексистенция е доказана.
Следващият епископ на Пасау от ок. 754 г. е Сидоний.